# Doof
Doof – brytyjski projekt muzyczny goa i psychedelic trance, stworzony przez Nick Barbera. Zadebiutował EP-ką Disposable Hymns to the Infinite wydaną w 1993 przez NovaMute – oddział Mute Records. Trzy lata później ukazał się album Let's Turn On wydany przez TIP Records. Do 2000, kiedy projekt został rozwiązany, jego utwory znalazły się na blisko 120 kompilacjach.

## Dyskografia

### Albumy
- Let's Turn On (TIP Records, 1996)
- [[It's About Time {Album Doof}|]] (Twisted Records, 2000)

### 12"
- Disposable Hymns to the Infinite (NovaMute, 1993)
- Double Dragons (Dragonfly Records, 1994)
- Let's Turn On (TIP Records, 1994)
- Angelina/Weird Karma (TIP Records, 1995)
- Born Again E.P. (Matsuri Productions, 1995)
- Youth of the Galaxy (Dragonfly Records, 1995)
- Mars Needs Women Remix/Destination Bom (TIP Records, 1996)